# Syllepte guilboti
Syllepte guilboti is een vlinder van de familie van de grasmotten (Crambidae). De wetenschappelijke naam van deze soort is voor het eerst voorgesteld door Christian Guillermet in een publicatie uit 2008.
De soort komt voor op Réunion.